# Lee Joon
Lee Chang Sun (en hangul, 이창선; en hanja, 李昌宣;  Seúl, 7 de febrero de 1988), conocido como Lee Joon, es un bailarín, cantante y actor surcoreano. Fue miembro del grupo MBLAQ.

## Biografía
El 24 de octubre del 2017 comenzó su servicio militar obligatorio, el cual completó como oficial de servicio público el 19 de diciembre de 2019.
En octubre del 2017 comenzó a salir con la actriz Jung So-min, sin embargo a finales de junio del 2020 la pareja anunció que habían terminado después de tres años de relación.

## Carrera
Perteneció al grupo MBLAQ.
Ha realizado varios dramas y películas, y tiene una carrera musical junto a su grupo con varios premios y reconocimientos desde su debut hasta la actualidad.
En diciembre del 2012 Hoya participó en el proyecto The Color of Kpop donde formó parte de la unidad "Dynamic BLACK" que se presentó en SBS Gayo Daejun junto a Lee Gi-kwang, Hoya, Jeong Jin-woon y L.Joe donde interpretaron la canción Yesterday compuesta por Shinsadong Tiger y LE.
El 20 de diciembre de 2019 se convirtió en el nuevo DJ del programa de radio "Young Street".
El 24 de diciembre de 2021 se unió al elenco principal de la serie de Netflix, Mar de la tranquilidad donde dio vida a Ryu Tae-seok, un talentoso ingeniero de élite del Ministerio de Defensa Nacional, que decide ofrecerse como voluntario en una misión peligrosa para ver algo de acción fuera del congestionado edificio en el que trabaja.
En diciembre del mismo año se unió al elenco principal de la serie Bulgasal: Immortal Souls, donde interpretó a a Ok Eul-tae, un bulgasal carismático y manipulador que vive en secreto y que ha disfrutado de la inmortalidad durante los últimos siglos, acumulando inmensas riquezas que posteriormente utiliza para controlar a políticos, empresarios y medios de comunicación.

## Filmografía

### Series de televisión
- 7 Escape (2023), como Min Do-hyeok.[17][18]
- Bloody Heart (2022-) como Lee Tae[19][20]
- Bulgasal: Immortal Souls (2021-2022)[21]
- Mar de la tranquilidad (2021)
- Papá está extraño (2017)
- Vampire Detective (OCN) 2016
- Heard It Through the Grapevine (2015)
- Pinocchio (2015)
- Mr. Baek (2014)
- Gap Dong (2014)[22]
- Iris II: New Generation (2013)
- Phantom (2012)
- MBLAQ Idol Manager (2012)
- I Need a Fairy (2012)
- MBLAQ Hello Baby! Season 5 (2012)
- Syo! Eum-ak Joong-sim (2012)
- Jungle Fish 2 (2010)
- Invincible Youth (2010 - 2012)
- Back on Topps (2008 - 2009)

### Películas
- The Sea of Silence (2021)

### Programas de televisión
- Infinite Challenge (2016) Invitado, (ep. 473, 480-481)
- Saturday Night Live Korea (2014)
- Hello Counselor (2011, 2012) Invitado, (ep. 33 y 70)
- We Got Married (2012)
- Running Man (2010 - 2012) Invitado

### Radio
- SBS Power FM's - Lee Joon's Young Street (2019-2021) DJ.[23][24]

### Cine
- Rough Play (2013)
- Jungle Fish 2 (2011)
- Ninja Assassin (2009)
- Na-eui seu-kaen-deul (2008)

### Aparición en videos musicales
- Ailee - "Singing Got Better" (2014)
- Kim Hyun Ah - "Bubble Pop!" (2011)
- K.Will - "Can't Open Up My Lips" (2011)
- Kan Mi Youn - "Going Crazy" (2011)
- K.Will - "My Heart is Beating" (2010)

## Discografía

### Carrera en MBLAQ
En octubre del 2014 Lee Joon no volvió a firmar con J.Tune Camp, terminando así su contrato y retirándose del grupo para enfocarse en su carrera como actor. Pese a que su contrato finalizó, Lee Joon formaría parte del concierto de MBLAQ, “MBLAQ Curtain Call”, el cual tendría lugar el 29 y 30 de noviembre del mismo año.